# Горняк (стадион, Качканар)
Горня́к — спортивный стадион в Качканаре, домашняя арена одноимённой футбольной команды. Вместимость 10 000 мест. Располагается по адресу 8-й микрорайон, 5а.

## История
Первый спортивный стадион в Качканаре, представлявший собой скромную волейбольную площадку и футбольное поле, располагался на месте нынешнего здания городской администрации в парке «Строитель». В 1970-х годах по инициативе М. Г. Толочко, бывшего директором Качканарского ГОКа, началось строительство полноценного спорткомплекса.
В январе 1976 года основное строительство стадиона вместимостью 10 000 мест было завершено. Место под стадион было выбрано на 8-м микрорайоне города в непосредственной близости к городскому пруду. Помимо стадиона в состав нового спорткомплекса вошли хоккейный корт и легкоатлетический манеж в подтрибунном помещении. 26 июня 1976 года состоялось торжественное открытие стадиона, приуроченное к началу XXI летних Олимпийских игр. При этом беговые дорожки в спешном порядке были заасфальтированы только в ночь с 25 на 26 июня после того, как первый секретарь горкома Д. И. Гикалов обнаружил недоделку и совместно с М. Г. Толочко организовал работы по доставке и укладке асфальта на стадионе.
Центральным событием дня открытия стал товарищеский матч по футболу с участием команды «Горняк» и сборной команды ветеранов футбола СССР, в составе которой в Качканаре сыграли А. Хомич, Э. Стрельцов, И. Нетто, И. Численко и Ю. Авруцкий. Стадион был переполнен, на матч продали около 15 000 билетов, поэтому некоторые зрители наблюдали за игрой стоя.
В конце 1980-х годов в Качканаре под эгидой местного радиозавода «Форманта» была запущена серия одноимённых ежегодных музыкальных фестивалей. Фестивали стали значимым городским событием, а постоянным местом их проведения стал стадион «Горняк». Радиозавод выступал спонсором фестивалей, разыгрывая на мероприятиях ценные призы — синтезаторы собственного производства и другие. На фестивали приглашались знаменитые исполнители: группа Стаса Намина, Сергей Крылов, Ольга Кормухина, Светлана Лазарева, Олег Газманов, группы Фристайл, Кар-мэн, Агата Кристи и другие.
В составе стадиона имеется футбольное поле размерами 106×68 м, легкоатлетические дорожки с резино-каучуковым покрытием, 2 трибуны общей вместимостью 10 000 мест, прыжковая яма и сектор для толкания ядра. На стадионе ежегодно проводятся мероприятия спартакиады трудящихся комбината, а также общегородские спортивные мероприятия.

## Галерея

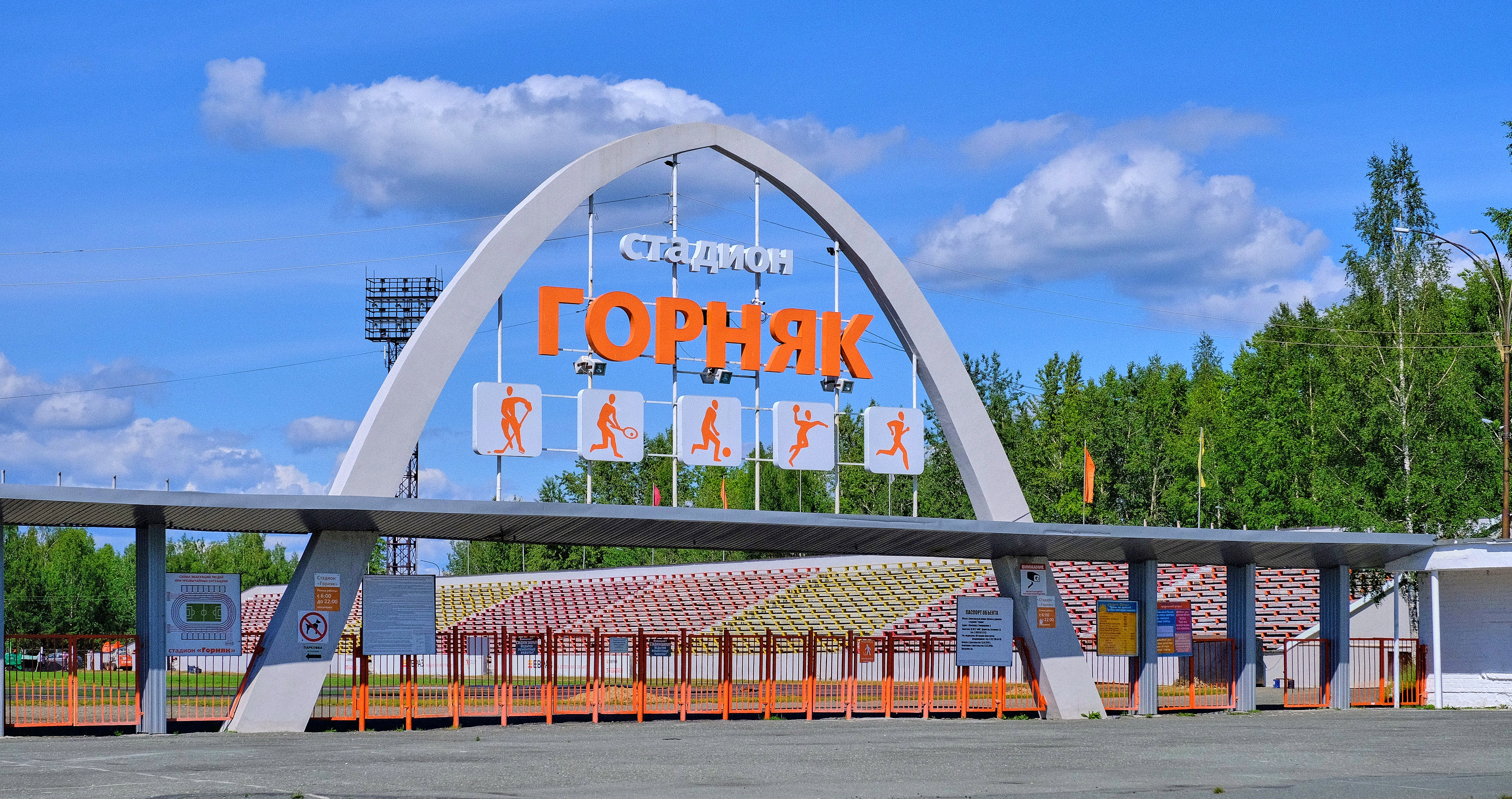
Южный вход
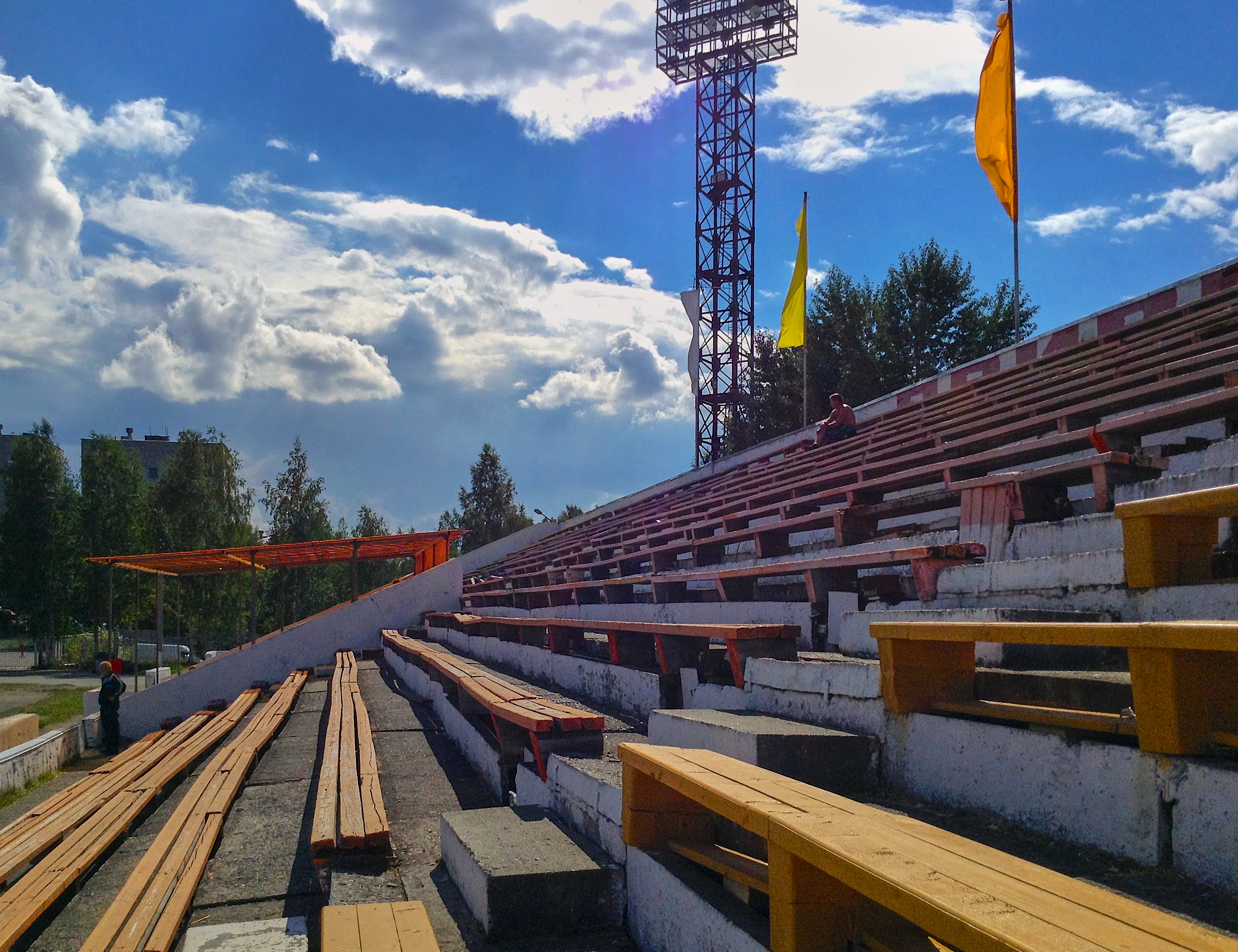
Трибуны до реконструкции
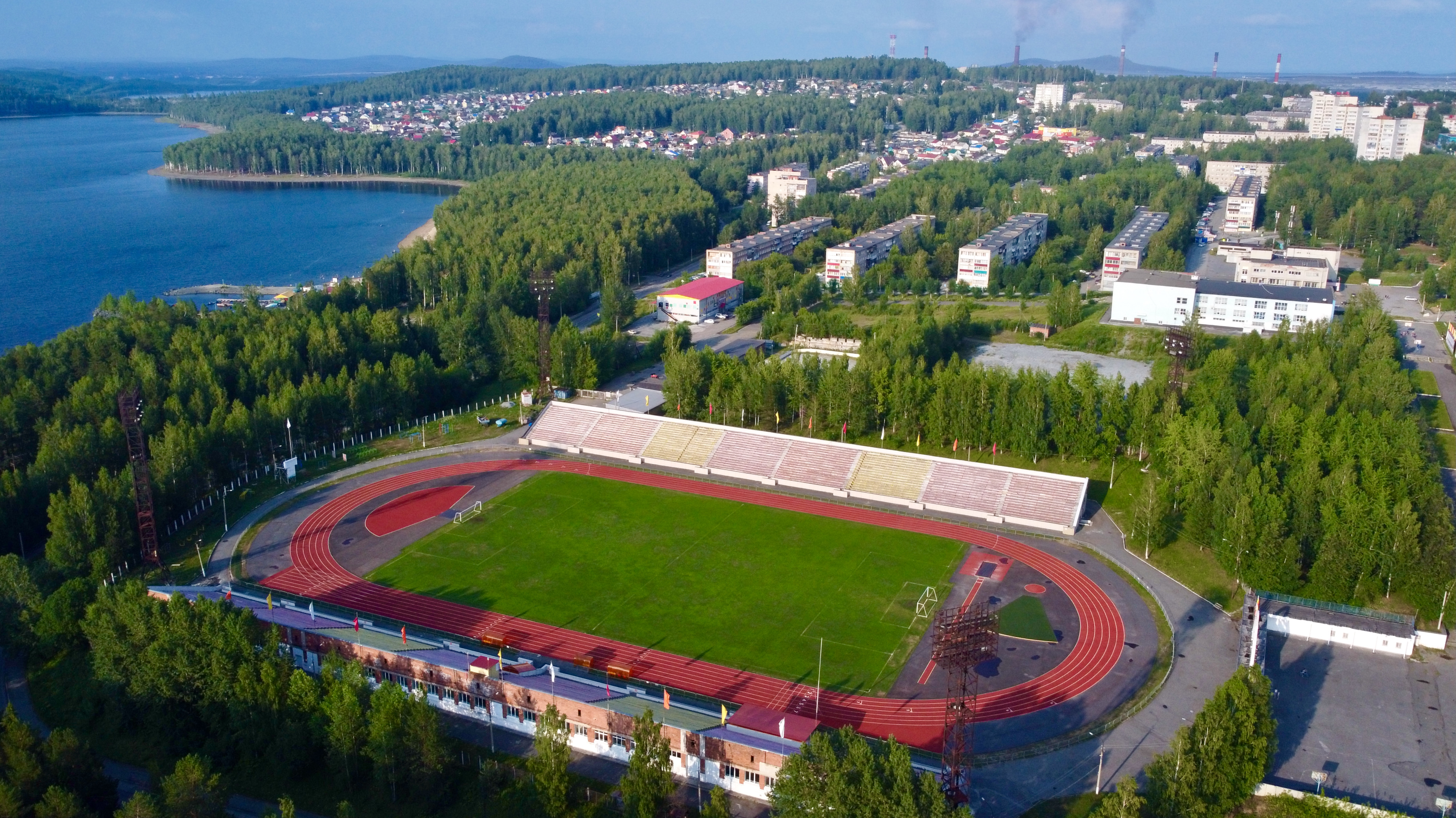
Вид с высоты
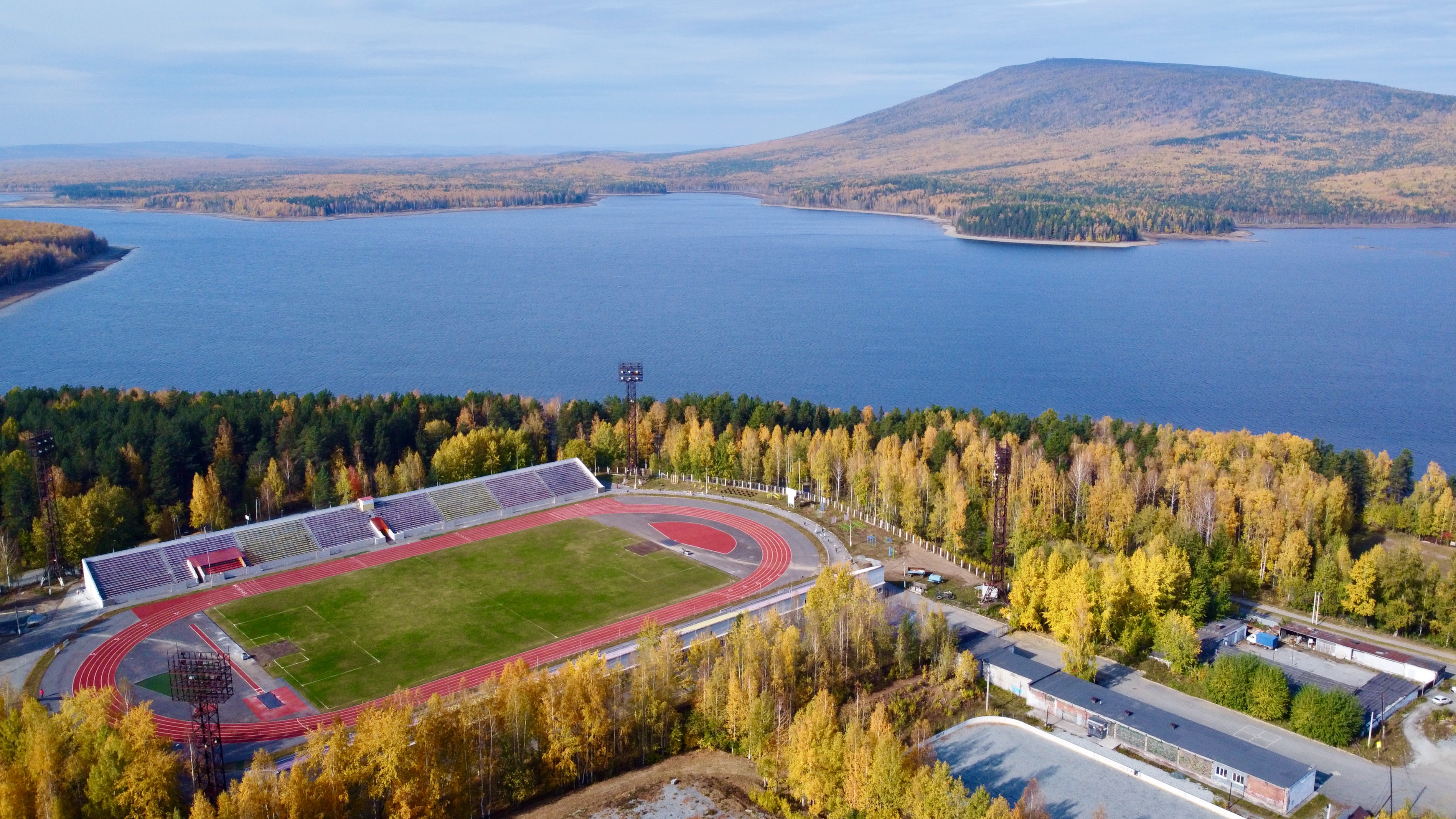
Вид на стадион и гору Качканар
Панорама стадиона